# Flubendazol
Flubendazol (INN), systematický název methyl-N-[6-(4-fluorbenzoyl)-1H-benzimidazol-2-yl]karbamát, je organická sloučenina používaná jako anthelmintikum. Je znám například pod obchodním názvem Flutelmium (výrobce Janssen Pharmaceutica) jako veterinární léčivo proti vnitřním parazitům u psů a koček. Mezi další obchodní názvy patří Flubenol, Biovermin nebo Flumoxal.